# Anna Brzozowska
Anna Elżbieta Brzozowska (ur. 27 września 1950 w Wójcinie) – polska działaczka polityczna, posłanka na Sejm X kadencji (1989–1991), syndyk.

## Życiorys
Ukończyła studia na Akademii Górniczo-Hutniczą w Krakowie, uzyskując tytuł zawodowy inżyniera ceramika. Od 1969 pracowała w hutach szkła okiennego. W latach 1973–1982 zatrudniona w zakładach „Vitrobud”, w 1983 została dyrektorem Wojewódzkiego Związku Gminnych Spółdzielni Zakład Handlu w Sandomierzu. Należała do Polskiej Zjednoczonej Partii Robotniczej, była Wiceprzewodniczącą Zespołu Radnych Partyjnych PZPR. Z ramienia partii pełniła mandat radnej Wojewódzkiej Rady Narodowej w Tarnobrzegu pełniąc funkcję przewodniczącej Komisji Zaopatrzenia.
W 1989 uzyskała mandat posłanki na Sejm kontraktowy z okręgu tarnobrzeskiego. Pracowała w Komisji Handlu i Usług i w dwóch komisjach nadzwyczajnych, na koniec kadencji należała do Parlamentarnego Klubu Lewicy Demokratycznej. Nie ubiegała się o reelekcję.
Uzyskała uprawnienia syndyka, weszła w skład władz regionalnego stowarzyszenia syndyków i likwidatorów.

## Odznaczenia
- Brązowy Krzyż Zasługi (1984)
- Medal 40-lecia Polski Ludowej (1984)[3]